# Thomas Rortais
Thomas Rortais (Vesoul, 7 febbraio 1992) è un attore francese.

## Biografia
Thomas Rortais è nato il 23 ottobre 1996 a Mulhouse, Francia. Ha iniziato la carriera di attore recitando in diversi film e serie TV come Les Revenants, Le tueur du lac e Le meilleur d'entre nous.
Nel 2019, è nel cast principale del film Alice e il sindaco, scritto e diretto da Nicolas Pariser. Nel 2022 interpreta il ruolo di Guillaume nella serie TV Le meilleur d'entre nous e partecipa al film L'innocente di Louis Garrel, in concorso al 75º Festival di Cannes.

## Doppiatori italiani
Nelle versioni in italiano dei suoi film, Thomas Rortais è stato doppiato da:
- Alberto Franco in Alice e il sindaco

## Filmografia

### Cinema
- Alice e il sindaco, regia di Nicolas Pariser (2019)[3]
- L'innocente, regia di Louis Garrel (2022)
- Reprise en main, regia di Gilles Perret (2022)
- La voie royale, regia di Frédéric Mermoud (2023)
- L'homme debout, regia di Florence Vignon (2023)[4]

### Televisione
- Les Revenants – serie TV, 1 episodio (2015)[5]
- Le tueur du lac – serie TV, 2 episodi (2017)
- Le meilleur d'entre nous – serie TV, 3 episodi (2022)